# NGC 3304
NGC 3304 (другие обозначения — UGC 5777, MCG 6-23-26, ZWG 183.32, ZWG 184.1, NPM1G +37.0276, PGC 31572) — спиральная галактика с перемычкой (SBa) в созвездии Малого Льва. Открыта Уильямом Гершелем в 1787 году.
В 2019 году в галактике вспыхнула сверхновая AT 2019aik, относящаяся к типу Ia. Скорость расширения оболочки составляет 13 000 км/с.
Этот объект входит в число перечисленных в оригинальной редакции «Нового общего каталога».